# Sierra del Lavall de la Torre
Sierra del Lavall de la Torre är en ås i Spanien.   Den ligger i provinsen Província de Tarragona och regionen Katalonien, i den östra delen av landet, 400 km öster om huvudstaden Madrid.